# Седуны (Кировская область)
 Седуны  — деревня в Кирово-Чепецком районе Кировской области в составе Поломского сельского поселения.

## География
Расположена на расстоянии примерно 9 км на юг по прямой от центра поселения села Полом.

## История
Известна с 1873 года как деревня Боровиковская 1-я или Седуновская, где дворов 16 и жителей 112, в 1905 28 и 180, в 1926 (уже Седуны) 25 и 118, в 1950 19 и 70, в 1989 5 жителей . Ныне имеет дачный характер.

## Население
Постоянное население не было учтено как в 2002 году, так и в 2010.